# Michel Averlant
Pour les articles homonymes, voir Averlant.
Michel Averlant, né le 2 février 1931 à Malo-les-Bains et mort le 23 septembre 2015 à Paris, est un écrivain, traducteur et directeur littéraire français.

## Biographie
Ami et collaborateur de l'éditeur suisse Frédéric Ditis, il publie, à la fin des années 1950 et au tout début des années 1960, pour le compte de la collection La Chouette, une vingtaine de romans policiers et de romans d'aventures, dont plusieurs ont pour héros l'intrépide Ludovic Martel. Avec Frederic Ditis il participe à la création de J'ai lu en 1958 dont il est alors un des éditeurs avec Geneviève Manceron. En 1960, il édite le livre de Daniel Cordier, Les Dessins de Jean Dubuffet pour les éditions Ditis, premier livre consacré au peintre.

### Les Éditions du Masque
Il est surtout connu aujourd'hui pour avoir relevé la qualité déclinante de la collection Le Masque.  En 1983, Frédéric Ditis, alors chez Hachette, fait appel à Michel Averlant pour dépoussiérer la plus ancienne collection policière de France.  Ce dernier y parvient en retirant progressivement du catalogue les auteurs mineurs pour les remplacer par des figures majeures de la littérature policière.  Il crée deux sous-collections au Masque, Les Maîtres du roman policier et Les Reines du crime qui « rééditent des classiques devenus introuvables », parus anciennement au Masque ou provenant de collections policières défuntes : L'Empreinte, Détective-club, La Tour de Londres.  Ainsi reparaissent les Josephine Tey, Craig Rice, Patrick Quentin, Austin Freeman, Anthony Berkeley, Christianna Brand, Margaret Millar et surtout John Dickson Carr. Ce dernier fait d'ailleurs l'objet d'une traduction de l'ensemble de son œuvre.  Dans la foulée, Michel Averlant décide également de mettre en chantier la réédition, dans une toute nouvelle traduction, des œuvres d'Agatha Christie, l'auteur phare de la collection Le Masque depuis ses débuts, mais aussi l'un des plus mal traduits avec des textes français tronqués, prenant des libertés ou multipliant les contresens.  En parallèle, il favorise l'accueil de jeunes auteurs du roman policier étranger (Ruth Rendell, Reginald Hill, Peter Lovesey, Michael Nava) et français (Paul Halter, Alexis Lecaye, Michel Grisolia, Andrea H. Japp).

### Adaptation radiophonique
Il fut également l'adaptateur pour la radio-française de la Dame du Lac de Raymond Chandler en 1958.
de "Deuil sur mesure la même année" d'après Geneviève Manceron
Son roman "L'homme à la voiture rouge" fut adapté par Yves Jamiaque pour Radio Luxembourg en 1961.

### Théâtre
2007 - Traducteur de "Music-Hall" de John Osborne.

## Œuvre
Note : Tous les romans ci-dessous sont parus dans la collection La Chouette des Éditions Ditis.
- Bagarre au Caire (1955)
- Musique à Berlin (1955)
- Chambard au Cap (1955)
- Micmac à Madrid (1956)
- Bouillon dans la Baltique (1956)
- Chansonnette au Chili (1956)
- Le Diable à ses trousses (1956)
- Traquenard à Trieste (1956)
- Un sacré coup de main (1957)
- Baroud à Barcelone (1957)
- Rien dans les poches (1958)
- Catch aux Canaries (1958)
- Les Mauvais Cœurs (1958)
- Coup double à Cannes (1959)
- Revanche à Rome (1959)
- Cauchemar à Casa (1959)
- Malaise à Milan (1959)
- Remous à Amsterdam (1960)
- Banco à Brasilia (1960)
- Maldonne à Monte-Carlo (1961)
- Les Cadrans de BX 13 (L'Homme à la voiture rouge, vol. 1) (1961)
- À la foire du Trône ! (L'Homme à la voiture rouge, vol. 2) (1962)